# Looking Back (album de Stevie Wonder)
Albums de Stevie Wonder
Songs in the Key of Life
(1976) Journey Through the Secret Life of Plants
(1979)
Looking Back, précédemment intitulée Anthology,, est une compilation en triple 33 tours de l'auteur-compositeur-interprète américain Stevie Wonder, sortie en 1977 chez Motown Records. 
L'album contient 40 chansons issues de la première période Motown de Wonder, qui précède sa période classique durant laquelle il créera ses albums les plus populaires.

## Contexte
Entre 1963 et la fin de l'année 1971, Wonder place plus de 25 chansons au Billboard Hot 100, dont 24 apparaissent sur Looking Back. Durant cette période, la majorité de ses titres sont issus de collaborations avec des auteurs et producteurs (Clarence Paul, William Stevenson ou plus tard Henry Cosby) qui ne travaillaient pas avec les Temptations ou les Supremes. Puis en 1970, Wonder commence à s'auto-produire, notamment avec Signed, Sealed & Delivered et participant à l'écriture de la plupart de ses chansons. 
Avant la sortie du coffret At the Close of a Century en 1999, Looking Back était la seule véritable compilation consacrée aux jeunes années de Wonder. Il contient tous ses grands succès et singles importants issus de la période 1962-1971, montrant son évolution du disciple de Ray Charles à sa transformation en un artiste à part entière. 
Cette compilation présente pour la première fois la version originale de Until You Come Back to Me (That's What I'm Gonna Do) que Wonder enregistre dès 1967, et qui deviendra un succès pour Aretha Franklin en 1973. C'est également la première compilation de Wonder à présenter des titres issus de son album Eivets Rednow.

## Accueil
Russell Gersten de The Village Voice écrit que, bien qu'il "souffre d'omissions et de mauvais choix", l'album n'en reste pas moins un disque essentiel qui "nécessite un peu plus d'imagination et de connaissances que les autres compilations". Wonder a travaillé dans une époque d'excès et sa quête de sens est remarquable".
Le journaliste et critique musical Robert Christgau donne un même ressenti : "Looking Back est en même temps "imparfait, attendu depuis longtemps et essentiel".
Pour AllMusic, Rob Bowman (en) présente le travail de Wonder durant la décennie 1960 comme une œuvre unique en comparaison des autres artistes de la Motown car il écrivait lui-même ses chansons et était moins soumis aux incursions de ses producteurs comme pouvaient l'être les Temptations ou les Supremes. 
En 1992, The Rolling Stone Album Guide lui attribue une note de 4.5 sur 5, concluant qu'elle est 'significativement meilleure' que Greatest Hits Vol. 2 sortie en 1971 car elle met en lumière tant ses albums studio que ses singles non issus d'albums.

## Crédits
Informations issues des notes de l'album.

### Membres
- Stevie Wonder : voix, piano, harmonica, claviers, clavinet, batterie, bongos, percussion
- Syreeta Wright : voix
- Marvin Gaye : percussions
- Larry Moses : basse
- The Andantes (en) : chœurs
- The Funk Brothers : instrumentation

### Production
| Production                        | Disque 1-A | Disque 1-B    | Disque 2-A    | Disque 2-B       | Disque 3-A | Disque 3-B    |
| --------------------------------- | ---------- | ------------- | ------------- | ---------------- | ---------- | ------------- |
| Henry Cosby                       |            | 1, 2, 4, 5, 7 | 1, 2, 6, 7    | 1, 2, 3, 4, 5, 6 | 1, 2, 4, 6 |               |
| Clarence Paul                     | 1, 4       | 3, 4, 6       | 1, 2, 3, 4, 5 |                  |            |               |
| Stevie Wonder                     |            |               |               | 2                | 3, 7       | 2, 3, 4, 5, 6 |
| William Stevenson                 | 1          | 1, 2          |               |                  |            |               |
| Hal Davis (en)                    | 5, 6       |               |               |                  |            |               |
| Berry Gordy                       | 3, 7       |               |               |                  |            |               |
| Ron Miller                        |            |               |               |                  |            | 1             |
| Lamont Dozier, Brian Holland (en) | 2          |               |               |                  |            |               |
| Johnny Bristol (en)               |            |               |               |                  | 5          |               |

## Liste des pistes
Informations issues des notes de l'album.
| 1. | Thank You (For Loving Me All the Way) | Clarence Paul, Eddie Holland (en), William Stevenson                 | (inédit, enregistré en 1962)                | 2:30 |
| 2. | Contract On Love                      | Brian Holland (en), Lamont Dozier, Janie Bradford (en)               | Up-Tight, 1966                              | 2:02 |
| 3. | Fingertips (Part 1 & 2)               | Henry Cosby, Paul                                                    | Recorded Live: The 12 Year Old Genius, 1963 | 6:55 |
| 4. | Workout Stevie, Workout               | Paul, Cosby                                                          | (inédit, enregistré en 1964)                | 2:40 |
| 5. | Castles in the Sand                   | Hal Davis (en), Marc Gordon (en), Frank Wilson (en), Mary M. O'Brien | Stevie at the Beach, 1964                   | 2:10 |
| 6. | Hey Harmonica Man                     | Lou Josie, Marty Cooper (en)                                         | Stevie at the Beach                         | 2:35 |
| 7. | High Heel Sneakers                    | Robert Higgenbottom                                                  | (inédit, enregistré en 1965)                | 2:58 |

| 1. | Uptight (Everything's Alright) | Stevie Wonder, Sylvia Moy, Cosby       | Up-Tight                     | 2:53 |
| 2. | Nothing's Too Good For My Baby | Cosby, Moy, William "Mickey" Stevenson | Up-Tight                     | 2:38 |
| 3. | Blowin' in the Wind            | Bob Dylan                              | Up-Tight                     | 3:43 |
| 4. | Ain't That Asking for Trouble  | Paul, Wonder, Moy                      | Up-Tight                     | 2:47 |
| 5. | I'd Cry                        | Wonder, Moy                            | I Was Made to Love Her, 1967 | 2:22 |
| 6. | A Place in the Sun             | Ron Miller, Bryan Wells                | Down to Earth, 1966          | 2:45 |
| 7. | Sylvia                         | Cosby, Wonder, Moy                     | Down to Earth                | 2:33 |

| 1. | Down to Earth                                        | Avery Vandenberg (Stevenson), Ron Miller, William O'Malley | Down to Earth                | 2:48 |
| 2. | Thank You Love                                       | Cosby, Wonder, Moy                                         | Down to Earth                | 2:50 |
| 3. | Hey Love                                             | Morris Broadnax, Paul, Wonder                              | Down to Earth                | 2:45 |
| 4. | Travelin' Man                                        | Wells, Miller                                              | (inédit, enregistré en 1966) | 2:54 |
| 5. | Until You Come Back to Me (That's What I'm Gonna Do) | Paul, Broadnax, Wonder                                     | (inédit, enregistré en 1967) | 3:06 |
| 6. | I Was Made to Love Her                               | Wonder, Cosby, Moy, Lula Mae Hardaway                      | I Was Made to Love Her       | 2:37 |
| 7. | I'm Wondering                                        | Wonder, Cosby, Moy                                         | (single non issu d'un album) | 2:55 |

| 1. | Shoo-Be-Doo-Be-Doo-Da-Day              | Wonder, Moy, Cosby           | For Once in My Life, 1968 | 2:46 |
| 2. | You Met Your Match                     | Hardaway, Don Hunter, Wonder | For Once in My Life       | 2:38 |
| 3. | I'd Be a Fool Right Now (New 1977 mix) | Wonder, Moy, Cosby           | For Once in My Life       | 2:53 |
| 4. | Alfie                                  | Hal David, Burt Bacharach    | Eivets Rednow, 1968       | 2:58 |
| 5. | More Than a Dream                      | Cosby, Wonder                | Eivets Rednow             | 3:20 |
| 6. | For Once in My Life                    | Miller, Orlando Murden       | For Once in My Life       | 2:50 |

| 1. | Angie Girl                          | Wonder, Moy, Cosby                                 | My Cherie Amour, 1969            | 2:56 |
| 2. | My Cherie Amour                     | Cosby, Moy, Wonder                                 | My Cherie Amour                  | 2:50 |
| 3. | I Don't Know Why                    | Hardaway, Hunter, Paul Riser (en), Wonder          | For Once in My Life              | 2:45 |
| 4. | If I Ruled the World (en)           | Syral Ornadel, Leslie Bricusse                     | (inédit, enregistré en 1969)     | 3:31 |
| 5. | Yester-Me, Yester-You, Yesterday    | Miller, Wells                                      | My Cherie Amour                  | 3:04 |
| 6. | Never Had a Dream Come True         | Cosby, Moy, Wonder                                 | Signed, Sealed & Delivered, 1970 | 3:13 |
| 7. | Signed, Sealed, Delivered I'm Yours | Lee Garrett (en), Hardaway, Wonder, Syreeta Wright | Signed, Sealed & Delivered       | 2:40 |

| 1. | Heaven Help Us All                  | Miller                          | Signed, Sealed & Delivered  | 3:15 |
| 2. | I Gotta Have a Song                 | Hunter, Hardaway, Riser, Wonder | Signed, Sealed & Delivered  | 2:32 |
| 3. | Never Dreamed You'd Leave in Summer | Wonder, S. Wright               | Where I'm Coming From, 1971 | 2:56 |
| 4. | If You Really Love Me               | Wonder, S. Wright               | Where I'm Coming From       | 2:56 |
| 5. | Something Out of the Blue           | Wonder, S. Wright               | Where I'm Coming From       | 2:58 |
| 6. | Do Yourself a Favor                 | Wonder, S. Wright               | Where I'm Coming From       | 5:58 |

## Classements
| Classement (1978)                              | Meilleure position |
| ---------------------------------------------- | ------------------ |
| États-Unis (Billboard 200)                     | 34                 |
| États-Unis (Billboard Top R&B /Hip Hop Albums) | 15                 |

## Certifications
| Pays        | Certification | Ventes  |
| ----------- | ------------- | ------- |
| Royaume-Uni | Argent        | +60.000 |
| Canada      | Or            | +50.000 |